# Herman Schalow
Herman Schalow (Berlino, 17 gennaio 1852 – Berlino, 9 dicembre 1925) è stato un ornitologo tedesco.
Di formazione era un banchiere, ma studiò ornitologia come amatore con Jean Louis Cabanis (1816-1906) e lavorò assieme ad Anton Reichenow (1847-1941). Tra il 1894 e il 1907 fu vicepresidente e successivamente, dal 1907 al 1921, presidente della Società Tedesca di Ornitologia.
Tra le opere di Schalow ricordiamo Die Musophagidae (1886), Die Vögel der Arktis, Birds of the Arctic (1905) e molti articoli scientifici di argomento ornitologico. Curò inoltre l'edizione del diario di viaggio di Richard Böhm (1854-1884) Ostafrika, Sansibar und Tanganjika heraus: Von Sansibar zum Tanganjika, Briefe aus Ostafrika von Dr. Richard Böhm (J. A. Brockhaus, Lipsia, 1888).
Schalow descrisse 270 specie. Il Museo di Storia Naturale di Berlino onorò il suo nome intitolandogli una biblioteca, mentre Anton Reichenow gli dedicò una specie di uccello da lui descritta, il turaco di Schalow.